# 格赖芬堡
格赖芬堡是奥地利克恩顿州德劳河畔施皮塔尔县的一个市镇。总面积79.27平方公里，总人口1880人，人口密度23.7人/平方公里（2005年）。